# 마계전기 디스가이아 6
《마계전기 디스가이아 6》는 니폰이치 소프트웨어가 제작한 전략 롤플레잉 게임이다. 《마계전기 디스가이아》 시리즈의 본편 일곱 번째 작품으로, 플레이스테이션 4 및 닌텐도 스위치로 일본서 2021년 1월 28일 처음 출시됐다. 영어판 제목은 《디스가이아 6: 운명의 저항》이다.
대한민국에선 세가가 2021년 5월 27일 발매했으며, 북미 및 유럽 지역에선 닌텐도 스위치판만이 2021년 6월 29일 출시됐다.

## 게임플레이
이 게임에는 그리드 기반 전장에서 턴 기반 전투가 포함된다. 해당 전투를 둘러싼 심층 시스템의 효과적인 관리에 많은 초점이 맞춰져 있으며, 개별 캐릭터는 최대 99999999까지 높은 레벨에 도달할 수 있으며 단일 공격으로 10000000000000000(10조)의 피해를 입힐 수 있다. 시리즈의 이전 항목에 비해 훨씬 높은 값이다. 게임의 새로운 기능 중 일부에는 자동 전투와 "악마 지능" 시스템이 포함된다. 각 캐릭터는 플레이어가 선택할 수 있는 사전 프로그래밍된 AI 루틴 세트로 시작하지만 처음부터 추가 루틴을 구축할 수도 있다. 또는 기존 루틴을 복사하여. 플레이어가 캐릭터를 구축할 수 있는 클래스가 여러 개 있다. 다양한 가상 정당의 괴물과 악마가 게임 플레이의 기본 규칙에 대해 투표하는 메인 허브의 상원 회의소를 포함하여 게임에는 다양한 관리 측면이 있다.
시리즈 역사상 처음으로 게임은 전장과 캐릭터 모두에 3D 그래픽을 사용한다.

## 반응
마계전기 디스가이아 6은 리뷰 애그리게이터 메타크리틱에 따라 혼재된 평균 리뷰를 받았다. 닌텐도 라이프는 이 게임이 "지금까지 시리즈에서 가장 간편하고 즐거운 게임"이라고 주장하면서 긍정적인 평가를 했으며 게임에 8/10점을 부여했다. 그러나 여러 리뷰에서는 닌텐도 스위치 버전의 심각한 성능 문제가 언급되었다. CGMagazine은 부분적으로 이로 인해 이를 "시리즈에서 가장 약한 항목"이라고 설명했다.
일본에서 발매 첫 주 만에 패키지판이 스위치로 23,551장, 플레이스테이션 4로 15,761장으로 총 39,312장의 판매량을 기록했다.

## 참조
1. ↑  일본어: 魔界戦記ディスガイア6
2. ↑  영어: Disgaea 6: Defiance of Destiny